# Silverthorn
Silverthorn è il decimo album in studio dei Kamelot, il primo con Tommy Karevik al microfono. Si tratta anche del terzo concept album della band.
Quest'album presenta un ibrido tra power metal, symphonic metal e progressive metal con una forte attenzione alle melodie. Sono state invece abbandonate le atmosfere lugubri dei due precedenti album.
Per quanto riguarda il nuovo cantante, si è adattato alle melodie tipiche dei Kamelot scurendo il timbro e avvicinandosi al modo di cantare di Roy Khan. Ciò è accentuato anche dal diversissimo stile vocale adottato nei Seventh Wonder.

## Tracce
1. Manus Dei - 2:12
2. Sacrimony (Angel of Afterlife) - 4:39
3. Ashes to Ashes - 3:58
4. Torn - 3:51
5. Song for Jolee - 4:33
6. Veritas - 4:34
7. My Confession - 4:33
8. Silverthorn - 4:51
9. Falling Like the Fahrenheit - 5:06
10. Solitaire - 4:56
11. Prodigal Son - 8:52
  1. Part I: Funerale
  2. Part II: Burden of Shame (The Branding)
  3. Part III: The Journey
12. Continuum - 1:48

### Tracce bonus
1. Kismet - 1:41
2. Grace - 3:24
3. Leaving Too Soon - 3:51

## Formazione

### Band
- Tommy Karevik – voce
- Thomas Youngblood – chitarra
- Oliver Palotai – tastiere
- Sean Tibbetts – basso
- Casey Grillo – batteria

### Guest
- Elize Ryd (Amaranthe) - voce in "Sacrimony (Angel of Afterlife)", "Veritas" e "Falling Like the Fahrenheit"
- Alissa White-Gluz (The Agonist) - voce death in "Sacrimony (Angel of Afterlife)" e voce pulita in "Prodigal Son, Part III: The Journey"
- Eklipse - archi in "Sacrimony (Angel of Afterlife)", "Falling Like the Fahrenheit" e "My Confession"

## Concept
Il concept è stato interamente ideato dalla band ed è ambientato nel XIX secolo. Una bambina di nome Jolee muore in un incidente causato dai fratelli gemelli. La loro è una famiglia ricca e piena di segreti, abituata a insabbiare le tragedie e i tradimenti.

## Singoli
Il primo singolo estratto è "Sacrimony (Angel of Afterlife)", di cui è stato girato anche un video .